# 中国民航3303便墜落事故
中国民航3303便墜落事故（ちゅうごくみんこう3303びんついらくじこ）とは、1982年4月26日に中華人民共和国広西壮族自治区で発生した航空事故である。

## 事故の概要
1982年4月26日、広東省広州市の広州白雲国際空港（旧）を出発し桂林市に向かっていた中国民航3303便はホーカー・シドレー トライデント2E型旅客機（機体記号：B-266）で運行していた。
現地時間の午後4時10分に出発したが、桂林への着陸アプローチ中であった離陸から34分後に突如消息を絶った。3303便は午後4時45分ごろに桂林奇峰嶺空港から45Km離れた恭城県の山岳部に墜落した。
この事故で3303便に搭乗していた乗員8人と乗客104人の112人全員が犠牲になった。犠牲になった乗客の国籍は香港籍52人、中華人民共和国籍45人、在外華人5人、アメリカ人2人であった。
事故原因は、着陸アプローチ中に悪天候の為に自機の位置を誤認したパイロットエラーとされている。